# NGC 5214
NGC 5214 (другие обозначения — UGC 8531, KCPG 381A, MCG 7-28-30, AM 1332-331, ZWG 218.21, KUG 1330+421, PGC 47675) — спиральная галактика (Sc) в созвездии Гончие Псы.
Этот объект входит в число перечисленных в оригинальной редакции «Нового общего каталога».
В галактике вспыхнула сверхновая SN 2014bb типа Ia-p, её пиковая видимая звездная величина составила 16,5.